# George Pólya

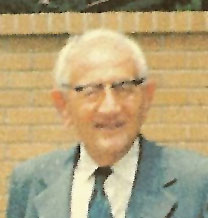
George Pólya

George Pólya, György Pólya (ur. 13 grudnia 1887 r. w Budapeszcie, zm. 7 września 1985 r. w Palo Alto) – amerykański matematyk oraz dydaktyk matematyki węgierskiego pochodzenia. Zajmował się teorią liczb, teorią funkcji rzeczywistych i zespolonych, nierównościami izoperymetrycznymi, kombinatoryką, teorią prawdopodobieństwa. Jest twórcą nowoczesnej heurystyki. Zasłynął z publikacji dydaktycznych dotyczących sposobu rozwiązywania różnych problemów i sposobów uczenia ich rozwiązywania.
Pólya jest patronem dwóch nagród matematycznych – przyznawanej od 1976 r. przez Society for Industrial and Applied Mathematics (SIAM) oraz ustanowionej w 1987 r. przez London Mathematical Society (LMS). 